# شهاره (روستا)
شهاره روستایی از توابع ناحیه شهاره استان عمران کشور یمن است. این روستا مرکز ناحیهٔ متبوع خود میباشد. بلندای این روستا از تراز دریا ۲۶۰۰ متر است و در جنوب به کوههای برآمده مشرف است و در شمال به سوی جلگه های گرم چشم انداز دارد.
شهاره که بر فراز کوهی به همین نام جای دارد، متشکل از چندین خانهٔ سنگی و آب انبار است. این منطقه به خاطر پل طاقی سنگ آهکی اش مورد توجه است که در سدهٔ ۱۷ از سوی یک ارباب محلی برای پیوند دو روستا که در دو سوی یک درّهٔ ژرف جای داشتند ساخته شد.

## بن‌مایه
- همکاری‌کنندگان ویکی‌پدیا، «shaharah»، ویکی‌پدیای انگلیسی، دانشنامهٔ آزاد (بازیابی ۰۵ بهمن ۱۳۹۷).